# 医疾令
医疾令（いしつりょう）は、令の篇目の1つ。養老令では第24番目に位置している。なお、大宝令では平城宮から出土した医疾令の一部を記した木簡から第19番目に属していたことが判明している。

## 概要
大宝令の段階から存在した篇目で、養老令においては、倉庫令とともに散逸して現存しない篇目として知られている。医師・女医などの育成（医生・針生・按摩生・呪禁生・薬園生など）や任用などの規定、薬園の運営や典薬寮および諸国の医師の職掌について扱っている。
養老令では『令集解』の目録より全27条から構成されていたと推定され、『令集解』・『政事要略』（巻95）・『類聚三代格』などに逸文があり、江戸時代には塙保己一らによって早くから復元が進められ、現在ではほぼその内容が判明している。また、唐令における医疾令も仁井田陞の『唐令拾遺』の編纂などによって復元作業が進められていた。
1999年に発見された北宋の天聖令には唐の開元25年令と推定される唐令が併記されており、かつ倉庫令・医疾令の全文が含まれていたことから注目された。調査の結果、天聖令所収の倉庫令は全35条から成ることが明らかになった。しかも、唐令で2条になっている条文を養老令では1条としているところがあるものの、条文の内容・排列などは基本的には合致しており、江戸時代以来の医疾令の復元作業の正しさを証明することになった。これは、当時の日本の医療が先端技術である唐の医学（漢方医学）に依拠するところが大きく、令文もその技術的な側面と密接であったために大きな改変や日本独自の追加が困難であったからと推定されている。
ただし、全く改変が無かったわけではなく、養老令では日本では行われなかった角法（吸玉）に関する規定を除き、そのための医生の定員1名を内科に回している。また、医生などの採用・入学年齢を若くして、成業年限を長くしている。また、伝統的に医療をもって王権に仕奉した薬部氏族（薬師姓など）や品部である薬戸などの制度が組み入れられ、医生・薬園生の採用についてはこれらの出自者を優先している。また、それ以外の出身者でも医薬のことを「世習」している者も優先されている（薬部氏族や薬戸についても家業として医薬のことが「世習」されることが前提となっている）。そして、唐令では薬物の採取には本草書（天聖令所収の唐令が開元25年令であれば、『新修本草』がこれに当たると推定される）を元にするように規定したのに対して、養老令では「薬の産出地」とぼかされている。これは唐の本草書が日本では役に立たない（日本に自生せず、輸入に依拠する物も存在する）こと、日本においては未だこれに代わる本草書が編纂されていなかったことによる。
もっとも、8世紀に入ると、薬部氏族や薬戸の内部における「世習」が円滑に行われず医薬の関係が疎遠となり、代わって元来医薬に関係のなかった氏族の中から医薬のことを「世習」とする一族が登場するようになる。平安時代中期の官司請負制の確立とともに和気氏と丹波氏の両氏が医薬の学問（医道）を「世習」の家学とすることで典薬寮の官職を家職として独占するようになった。